# Prix Sophia
Les prix Sophia (en portugais : Prémios Sophia, en anglais : Sophia Awards) sont les principales récompenses cinématographiques du Portugal, décernées depuis 2013 par l'Académie Portugaise du Cinéma. Leur nom rend hommage à la poète Sophia de Mello Breyner Andresen.

## Prix Sophia du meilleur film
- 2013 : Tabou (Tabu) de Miguel Gomes
- 2014 : La Dernière Fois que j'ai vu Macao (A Última Vez que Vi Macau) de João Pedro Rodrigues
- 2015 : Os Gatos não Têm Vertigens (pt) d'Antonio-Pedro Vasconcelos
- 2016 : Amor Impossível (pt)  d'Antonio-Pedro Vasconcelos
- 2017 : Lettres de la guerre (Cartas da Guerra) d'Ivo Ferreira
- 2018 : Saint Georges (São Jorge) de Marco Martins
- 2019 : Raiva de Sergio Trefaut
- 2020 : Le Domaine (A Herdade) de Tiago Guedes
- 2021 : Listen de Ana Rocha de Sousa (pt)

## Prix Sophia du meilleur réalisateur
- 2013 : Vicente Alves do Ó (pt) pour Florbela
- 2014 : Joaquim Leitão pour Até Amanhã, Camaradas
- 2015 : Antonio-Pedro Vasconcelos pour Os Gatos não Têm Vertigens (pt)
- 2016 : Margarida Cardoso (pt) pour Yvone Kane
- 2017 : Ivo Ferreira pour Lettres de la guerre (Cartas da Guerra)
- 2018 : Marco Martins pour Saint Georges
- 2019 : António-Pedro Vasconcelos pour Parque Mayer
- 2020 : Tiago Guedes pour Le Domaine (A Herdade)
- 2021 : Ana Rocha de Sousa (pt) pour Listen

## Prix Sophia du meilleur acteur
- 2013 : Carlos Santos dans Operação Outono
- 2014 : Pedro Hestnes dans Em Segunda Mão
- 2015 : João Jesus dans Os Gatos não Têm Vertigens (pt)
- 2016 : José Mata (pt) dans Amor Impossível (pt)
- 2017 : Miguel Borges (pt) dans Cinzento e Negro (pt)
- 2018 : Nuno Lopes dans Saint Georges
- 2019 : Hugo Bentes dans Raiva
- 2020 : Sérgio Praia (pt) dans L'ange gardien (Variações)
- 2021 : João Nunes Monteiro dans Mosquito

## Prix Sophia de la meilleure actrice
- 2013 : Dalila Carmo dans Florbela
- 2014 : Rita Durão dans Em Segunda Mão
- 2015 : Maria do Céu Guerra (pt) dans Os Gatos não Têm Vertigens (pt)
- 2016 : Victoria Guerra dans Amor Impossível
- 2017 : Ana Padrão dans Jogo de Damas
- 2018 :Rita Blanco dans 11 Fois Fátima
- 2019 : Isabel Ruth dans Raiva
- 2020 : Sandra Faleiro dans  Le Domaine (A Herdade)
- 2021 : Lúcia Moniz dans Listen

## Prix Sophia honorifiques (pour l'ensemble de la carrière)
- 2012 : António da Cunha Telles (réalisateur et producteur), António de Macedo (réalisateur), Isabel Ruth (actrice)
- 2013 : Manoel de Oliveira (réalisateur), Acácio de Almeida (directeur de la photographie), Laura Soveral (actrice), José Manuel Castello Lopes (distributeur)
- 2014 : José Fonseca e Costa (réalisateur), Eduardo Serra (directeur de la photographie), Henrique Espírito Santo (producteur)
- 2015 : Luís Miguel Cintra (acteur), Eunice Muñoz (actrice)
- 2016 : Fernando Costa (directeur de la photographie) Carmen Dolores (actrice)
- 2017 : Elso Roque (directeur de la photographie), Ruy de Carvalho (acteur), Adelaide João (actrice)
- 2018 : Lauro António (réalisateur), Ana Lorena (maquilleuse et actrice), Artur Correia (réalisateur de films d'animation)
- 2019 : Pedro Efe (acteur), Lia Gama (actrice)
- 2020 : Maria do Céu Guerra, Sinde Filipe

## Autres prix attribués
- Meilleur acteur dans un second rôle
- Meilleure actrice dans un second rôle
- Meilleur scénario original
- Meilleure photographie
- Meilleurs décors
- Meilleurs costumes
- Meilleur maquillage
- Meilleur montage
- Meilleur son
- Meilleure musique originale
- Meilleur film documentaire
- Meilleur film d'animation
- Meilleur court-métrage